# Graziano Pascale
Graziano Pascale (Montevideo, 2 de febrero de 1934) es un abogado, periodista y autor uruguayo.

## Biografía
Pascale egresa de la UdelaR con el título de abogado en 1981.
Ya desde su época de estudiante ejerce el periodismo en los diarios Acción y El Diario, los semanarios La Democracia y Búsqueda, entre otros. En 2010 funda y dirige la revista mensual Contraviento.
Su carrera radial comienza en 1974 como comentarista de temas de actualidad en Radio Carve, continuando después en Emisora del Palacio, Radio Sarandí, Radiomundo, El Espectador y Metrópolis FM.
En televisión condujo los ciclos periodísticos 30 Días (Canal 4), Protagonistas (Teledoce) y El Pulso (VTV). Integró el panel del programa Esta boca es mía en Teledoce entre los años 2015 y 2019.
Casado con Elena Gómez Artagaveytia, tuvo cuatro hijos: Josefina, Elena, Francisca y Graziano.

## Obras
- La cacería de Wilson. Planeta. 2018.
- Sangre inocente: la muerte de Dionisio Díaz. Planeta. 2016. ISBN 9789974746084.
- Azzini, una historia uruguaya. Fin de Siglo. 2008. ISBN 9789974494268.
- Los años sin alma. Trilce. 1996. ISBN 9974321336.
- La democracia en muletas. Crónicas y reportajes. Magui. 1983.